# Junon (1935)
Junon (Q186) var en ubåt av Minerve-klass i den franska flottan. Under andra världskriget tjänstgjorde hon i de fria franska styrkorna.

## Historia
Ubåten kölsträcktes på Chantiers et Ateliers Augustin Normand-varvet i Le Havre den 9 juni 1932. Hon sjösattes den 15 september 1935 och togs i drift den 20 september 1937.
Junon var baserad i Oran och Casablanca i början av kriget och seglade slutligen till Frankrike i mars 1940 för ombyggnad.
Efter den tyska invasionen av Frankrike lämnade Junon Brest den 18 juni 1940, bogserad av bogserbåten Nessus, och tillsammans med sitt systerfartyg Minerve som bogserades av Zeelew, under eskort av patrullfartygen Pessac och Sauternes. Utanför Ushant fick de sällskap av jagaren HMS Broke och anlände till Plymouth den 20 juni.
Den 3 juli 1940 bordades Junon (tillsammans med alla andra franska fartyg i brittiska hamnar) av Royal Navy-trupper som en del av Operation Catapult. Hon överfördes till de fria franska styrkorna den 27 juli, men togs inte åter i bruk förrän i februari 1941.
I augusti blev Junon flaggskepp för 1ère Division de sous-marins des FNFL (1:a fria franska ubåtsdivisionen), tillsammans med Minerve och Rubis.
I december 1941 patrullerade Junon i Biscayabukten och observerade tyska fartyg baserade i Brest. Hon tillbringade en stor del av 1942 utanför den norska kusten. Den 13 mars 1942 utsattes hon för en sjunkbomb och skadades under en patrullering, och i augusti patrullerade hon i närheten av Sognefjorden. Den 15 september landade hon en grupp brittiska och norska kommandosoldater nära Glomfjord för "Operation Musketoon". I oktober gjorde hon tre attacker mot fientliga fartyg i Vestfjorden, varav åtminstone en (Nordland) var framgångsrik, och den 13 november plockade hon upp flera agenter och deras radioutrustning i Melfjorden.
Den 1 mars 1943 övertogs befälet över Junon av Étienne Schlumberger, och i februari 1944, efter en lång ombyggnad, seglade hon till Alger. Efter operationer i Medelhavet placerades hon den 11 augusti 1944 i reserv i Oran, och hennes besättning överfördes till ubåten Morse.
Efter kriget renoverades Junon i Brest från augusti 1945 och togs åter i tjänst den 20 oktober 1945 under befäl av Jean Dischamps för att tjänstgöra vid sonarskolan i Brest och i ubåtsjaktsövningar vid Toulon. Junon togs slutligen ur bruk den 6 december 1954 och skrotades 1960.